# Accipiter ventralis
Lo sparviere delle Ande (Accipiter ventralis P.L.Sclater, 1866) è un uccello rapace della famiglia degli Accipitridi.

## Descrizione
È un rapace di piccola taglia, lungo 28–33 cm. Ha un piumaggio uniformemente grigio scuro nelle parti superiori e bruno in quelle inferiori, e una coda con 3-4 sottili bande grigie.

## Biologia
Le sue prede sono prevalentemente uccelli.

## Distribuzione e habitat
Questa specie è presente nelle aree montane del Sud America nord-occidentale, dal Venezuela e dalla Colombia, attraverso l'Ecuador e il Perù, sino alla Bolivia occidentale.

## Tassonomia
Alcuni autori classificano questa entità come sottospecie dello sparviere americano (Accipiter striatus) o alternativamente dello sparviere zamperossicce (Accipiter erythronemius); il Congresso Ornitologico Internazionale la riconosce come specie a sé stante.